# المشیر
المشیر، روستایی است از توابع بخش مرکزی شهرستان قائم‌شهر در استان مازندران ایران. این روستا از توابع نوکند کلا بوده است ولی در زمان حاضر  مستقل بوده و روستاهای کاردیکلا، گیله کلا و افراپل از توابع آن به حساب می آیند.

## جمعیت
این روستا در نوکندکلا قرار داشته و براساس آخرین سرشماری مرکز آمار ایران که در سال ۱۳۸۵ صورت گرفته، جمعیت آن ۲۹۵۷نفر (۷۸۲خانوار) بوده‌است.
مردم این روستا به زبان مازنی ( محلی مازندران ) صحبت می کنند و شغل اصلی آنها کشاورزی و باغداری است .
در بالا دستی روستای المشیر، روستای پاشاکلا قرار دارد و روستای المشیر از شمال به افراپل و در نواحی غرب، شرق و جنوب به اراضی کشاورزی متصل است .